# Rio da Mata
O rio ou ribeira da Mata é um curso de água costeiro português que drena o planalto de São João das Lampas, tendo origem em campos de cultivo na zona das Pedras da Granja. Encontra-se totalmente inserido no Parque Natural de Sintra-Cascais, acabando por desaguar no oceano Atlântico, na praia do Magoito. Discorre, à semelhança dos restantes cursos de água do planalto, por vales apertados. É uma das principais linhas de água do Parque Natural de Sintra-Cascais e do concelho de Sintra, bem como uma das bacias hidrográficas mais pequenas deste concelho.